# Amphisbetia grossedentata
Amphisbetia grossedentata är en nässeldjursart som först beskrevs av Gustav Heinrich Kirchenpauer 1864.  Amphisbetia grossedentata ingår i släktet Amphisbetia och familjen Sertulariidae. Inga underarter finns listade i Catalogue of Life.